# Фуенсанта-де-Мартос
Фуенсанта-де-Мартос (ісп. Fuensanta de Martos) — муніципалітет в Іспанії, у складі автономної спільноти Андалусія, у провінції Хаен. Населення — 3267 осіб (2010).
Муніципалітет розташований на відстані близько 310 км на південь від Мадрида, 16 км на південний захід від Хаена.
На території муніципалітету розташовані такі населені пункти: (дані про населення за 2010 рік)
- Лос-Енсінарес: 92 особи
- Фуенсанта-де-Мартос: 2922 особи
- Ель-Регело: 73 особи
- Вадоорнільйо: 180 осіб

## Демографія
Динаміка населення (INE ):